# Substancje priorytetowe w dziedzinie polityki wodnej

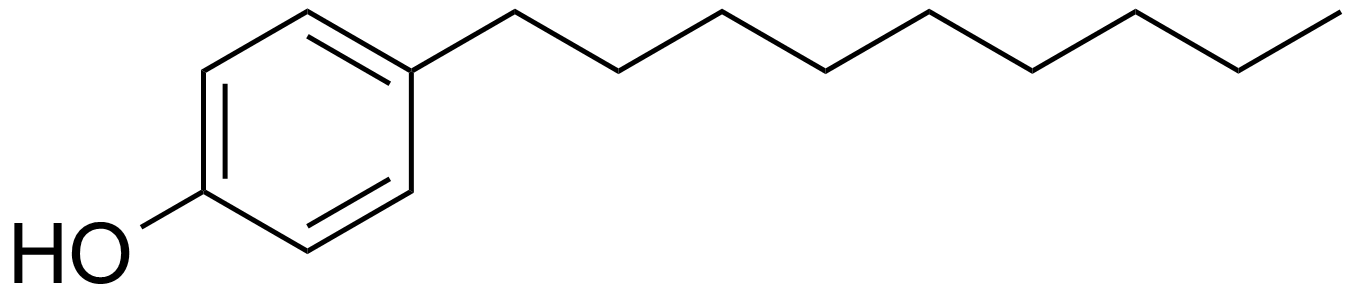
Nonylofenol – jedna z priorytetowych substancji niebezpiecznych

Substancje priorytetowe w dziedzinie polityki wodnej – pojęcie z zakresu ochrony środowiska określające substancje szczególnie niebezpieczne dla środowiska wodnego, których eliminacja powinna być priorytetem w polityce ochrony wód.
Określenie substancje priorytetowe w europejskim prawodawstwie ochrony wód wprowadza ramowa dyrektywa wodna (RDW), w polskim zaś ustawa Prawo wodne. Spis tych substancji stanowi załącznik X do RDW, podczas gdy szczegółowe wykazy substancji i ich wartości graniczne rozdzielające dobry i zły stan chemiczny w klasyfikacji stanu wód ustalane są w Dyrektywie Parlamentu Europejskiego i Rady 2008/105/WE z dnia 16 grudnia 2008 r. w sprawie środowiskowych norm jakości w dziedzinie polityki wodnej, zmieniającej i w następstwie uchylającej dyrektywy Rady 82/176/EWG, 83/513/EWG, 84/156/EWG, 84/491/EWG i 86/280/EWG oraz zmieniającej dyrektywę 2000/60/WE Parlamentu Europejskiego i Rady, będącej dyrektywą-córką wobec RDW i jej nowelizacjach, poczynając od Dyrektywy Parlamentu Europejskiego i Rady 2013/39/UE z dnia 12 sierpnia 2013 r. zmieniającej dyrektywy 2000/60/WE i 2008/105/WE w zakresie substancji priorytetowych w dziedzinie polityki wodnej. Zgodnie z wymogami RDW przy określaniu substancji priorytetowych należy kierować się zasadą ostrożności i opierać na naukowej ocenie potencjalnego ryzyka. Wśród substancji priorytetowych wyróżnia się ponadto grupę priorytetowych substancji niebezpiecznych (co nie oznacza, że pozostałe substancje priorytetowe są nieszkodliwe). W ich przypadku wymagana jest całkowita eliminacja zrzutów i emisji. O ile polityka ekologiczna w ogóle powinna polegać na ograniczaniu wprowadzania przez człowieka jakichkolwiek substancji do ekosystemów naturalnych, zwłaszcza zaburzających ich funkcjonowanie (np. biogenów przyspieszających eutrofizację), o tyle w przypadku substancji priorytetowych powinna być ostrzejsza i polegać stopniowej (zgodnie z zasadami zrównoważonego rozwoju) redukcji, a w przypadku priorytetowych substancji niebezpiecznych na całkowitej eliminacji wprowadzania do ekosystemów, tak aby docelowo prowadzić do stanu, w którym ich stężenie odpowiada naturalnemu stężeniu tła, a w przypadku substancji syntetycznych jest bliskie zera.
Substancje priorytetowe należą do różnych grup substancji. Są to głównie węglowodory (np. antracen, benzen, benzopireny) i metale ciężkie (np. kadm, nikiel, ołów, rtęć) oraz ich związki. Mogą to być także związki metaloorganiczne, jak związki tributylocyny. Lista ustalona w dyrektywie 2008/105/WE liczy 33 substancje, a zawiera również środowiskowe normy jakości dla ośmiu substancji, które nie są uznane za priorytetowe, ale mają podobne znaczenie, a w prawodawstwie unijnym już istniały dla nich normy (np. DDT). Podczas prac nad jej pierwszą aktualizacją przeanalizowano ponad 2000 kolejnych substancji, ostatecznie wskazując 12 z nich jako nowe substancje priorytetowe. W związku z tym od 2013 wyróżniane jest 45 substancji priorytetowych. Przed włączeniem substancji na listę mogą się one znaleźć na liście obserwacyjnej.
Wobec listy substancji priorytetowych wysuwane są zastrzeżenia związane głównie z nienadążaniem za jej aktualizacją. Istnieje wiele substancji o udowodnionym szkodliwym wpływie na zdrowie ludzkie, które nie znalazły się na liście. Z drugiej strony, na liście są substancje współcześnie występujące w europejskich wodach w ilościach nieistotnych.